# 长清路
长清路是中国上海市浦东新区的一条街道，南北走向，北起耀华路，南至外环高速，全长约5公里。

## 历史
长清路辟于1986年，起初南端仅至川杨河。2000年起延伸至海阳路，并在川杨河建可通行非机动车的长清路桥。2008年，长清路向南延伸至现外环高速范围。2010年，长清路桥改造，可以供机动车同行。2022年，横跨长清路的天桥两侧分别新安装了一台电梯。
打浦路隧道的浦东出入口即在耀华路长清路口。

## 沿线设施（北向南）
- 打浦桥隧道（浦东出口）
- 轨道交通7号线、轨道交通13号线长清路站
- 长青公园
- 新路达购物中心
- 洪山中学（长清路校区）
- 德州二村小学
- 德州休闲绿地
- 华城广场
- 长青园
- 恒大长青商城
- 森宏购物广场店
- 轨道交通6号线灵岩南路站
- 林博轻纺购物中心
- 三林社区文化活动中心
- 浦东电影广场

## 交汇道路（北向南）
- 耀华路
- 昌里路
- 成山路
- 德州路
- 杨新路
- 杨思路
- 板泉路
- 海阳路
- 高青路
- 杨南路
- 华夏西路
- 上浦路
- 凌兆路
- 三林路
- 永泰路
- 外环高速路